# Conothraupis
Conothraupis är ett litet fågelsläkte i familjen tangaror inom ordningen tättingar. Släktet omfattar endast två arter som förekommer från Ecuador till Bolivia samt mycket lokalt i sydvästra Brasilien:
- Svartvit tangara (C. speculigera)
- Kägelnäbbad tangara (C. mesoleuca)